# Patrick Richard (basket-ball)
Pour les articles homonymes, voir Patrick Richard et Richard.
Patrick Richard, né le 25 janvier 1990, à Lafayette, en Louisiane, est un joueur américain de basket-ball. Il évolue au poste d'arrière.Il évolue actuellement avec l'U-BT Cluj-Napoca.

## Palmarès
- All-Star du championnat des Pays-Bas 2014
- All-DBL Team 2014
- All-Star du championnat d'Allemagne 2015
- Joueur de l'année de la Southland Conference 2012